# San Girolamo nel deserto (Pinturicchio)
San Girolamo nel deserto è un dipinto a olio su tavola (149,8x106 cm) di Pinturicchio, databile al 1475-1480 circa e conservato nel Walters Art Museum a Baltimora.

## Storia
Si tratta di uno dei primi dipinti attribuibili al pittore, dopo alcune delle tavolette delle Storie di san Bernardino (1473).
Il dipinto si trovava a Perugia, di proprietà della famiglia Bartoccini, che lo teneva in deposito presso la Galleria Nazionale dell'Umbria, dove restò fino al 1915, quando decisero di venderlo. Nel 1916 venne acquistato da Henry Walters su consiglio di Bernard Berenson presso l'antiquario Luigi Grasse. Dal 1931 fece parte del nucleo originario donato al nascente museo.
Venne restaurato nel 1966, evidenziando l'alta qualità della pittura.

## Descrizione e stile
L'opera mostra il frequente soggetto del san Girolamo penitente nel deserto, con vari attributi tipici: il leone ammansito, il cappello cardinalizio gettato a terra, la pietra usata per percuotersi il petto in segno di penitenza, il piccolo crocifisso usato per la preghiera, legato in questo caso a un rametto mozzato di un alberello, con un piglio naturalistico derivato dall'arte fiamminga. I libri rimandano all'attività di studioso di Girolamo, che ne faceva l'antesignano dell'umanista rinascimentale. In quello aperto si legge un brano di una lettera che gli indirizzò sant'Agostino, che lo paragonava a un altro eremita, san Giovanni Battista. Il testo, leggibile con qualche difficoltà, è il seguente:
Il deserto è in realtà un paesaggio ameno, reso sinistro appena da alcuni animali come lo scorpione e la lucertola
La pittura è arricchita da colori come smaltati e lumeggiature dorate di alta qualità.